# NGC 7317
NGC 7317 es una galaxia elíptica (E4) perteneciente al Quinteto de Stephan situada en la dirección de la constelación de Pegaso. Posee una declinación de +33°56′43″ y una ascensión recta de 22 horas, 35 minutos y 51,9 segundos.
La galaxia NGC 7317 fue descubierta el 23 de septiembre de 1876 por Édouard Jean-Marie Stephan.